# Breathe Again
"Breathe Again" é o quarto single da cantora Toni Braxton, e o segundo single de seu álbum de estreia homônimo. O compacto possui quatro faixas da qual a 1.ª é a versão original da canção, a 2.ª um remix, a 3.ª uma versão em espanhol, e a 4.ª é outra faixa do mesmo álbum: "You Mean The World To Me". A letra evoca um relacionamento que não deu certo. A música rendeu a Braxton seu segundo Grammy Award consecutivo de Melhor Performance Vocal Feminina de R&B em 1995.[carece de fontes?]

## Desempenho
A música foi muita tocada nas rádios americanas durante o verão e outono de 1993, o que resultou em ser o single mais bem sucedido de seu primeiro álbum. O single alcançou o terceiro lugar na Billboard Hot 100, e o número quatro na Billboard R&B/Hip-Hop Songs e Adult Contemporary. A música também alcançou o segundo lugar nas paradas britânicas em janeiro de 1994.

## Videoclipe
O videoclipe foi dirigido por Randee St. Nicholas, foi filmado na Inglaterra e está no formato preto-e-branco. O conceito era Braxton correndo em um labirinto, tentando escapar de um relacionamento que está sufocando. O clipe também teve versão, européia e a versão em espanhol. No DVD "From Toni with Love... The Video Collection", Braxton comentou sobre o vídeo, dizendo: "Este vídeo foi originalmente filmado em cores e Randee St. Nicholas, a diretora, não gostou da parte do labirinto, ela disse que parecia pilhas de sujeira, em vez de paredes verde [...], então ela preferiu deixar o vídeo em preto e branco." Sobre seu visual, ela disse,"Eu lembro que meu estilista estava enlouquecendo, tentando encontrar um vestido do século XVII, e meu cabelo era curto, e eu não queria usar peruca, então meu estilista colocou pequenas extensões no meu cabelo. Estava tão frio e o vestido era tão pesado."

## Faixas
CD single Estados Unidos
1. "Breathe Again" (Radio Edit)
2. "Breathe Again" (Extended Mix)
3. "Breathe Again" (Breathless Mix)
4. "Breathe Again" (Club Mix)
5. "Breathe Again" (Spanish Version)

CD single Reino Unido e Alemanha
1. "Breathe Again" (Radio Edit)
2. "Breathe Again" (D'Jeep Mix)
3. "Breathe Again" (Extended Club Mix)
4. "Breathe Again" (D'Moody Mix)
5. "Breathe Again" (Breathless Mix)
6. "Breathe Again" (Spanish Version)

CD single Espanha
1. "Breathe Again" (Versión en Castellano)
2. "Another Sad Love Song" (Album Version)